# Васильєв Ігор Володимирович
Васильєв Ігор Володимирович (нар. 31 травня 1961, Ленінград, СРСР) — російський політик. Губернатор Кіровської області з 19 вересня 2017 року по 10 травня 2022 року (тимчасово виконуючий обов'язки губернатора Кіровської області з 28 липня 2016 року по 19 вересня 2017 року).
У 2014—2016 роках — керівник Федеральної служби державної реєстрації, кадастру та картографії (Росреєстру), у 2010—2013 роках — аудитор Рахункової палати Російської Федерації. З 2004 по 2010 рік був членом Ради Федерації Федеральних Зборів РФ від виконавчого органу влади Республіки Комі. Член Вищої ради політичної партії Єдина Росія. Секретар кірівського регіонального відділення партії «Єдина Росія» з 8 листопада 2019 року.